# Leologane
Leologane – wieś w Botswanie w dystrykcie Kweneng. Według spisu ludności z 2011 roku wieś liczyła 823 mieszkańców.